# Paradiso (Aiello)
Paradiso è un singolo del cantante italiano Aiello, pubblicato il 29 aprile 2022 come primo estratto dal terzo album in studio Romantico.

## Video musicale
Il videoclip del brano, diretto da Giulio Rosati, è stato pubblicato il 3 maggio 2022 sul canale YouTube di Aiello.

## Tracce
Testi di Antonio Aiello e Anna Daprelà, musiche di Antonio Aiello e Iacopo Sinigaglia.
1. Paradiso – 2:33